# Вешенбојрен
Вешенбојрен (њем. Wäschenbeuren) општина је у њемачкој савезној држави Баден-Виртемберг. Једно је од 38 општинских средишта округа Гепинген. Према процјени из 2010. у општини је живјело 3.972 становника. Посједује регионалну шифру (AGS) 8117053.

## Географски и демографски подаци
Вешенбојрен се налази у савезној држави Баден-Виртемберг у округу Гепинген. Општина се налази на надморској висини од 442 метра. Површина општине износи 13,0 km². У самом мјесту је, према процјени из 2010. године, живјело 3.972 становника. Просјечна густина становништва износи 307 становника/km².